# Max Brod

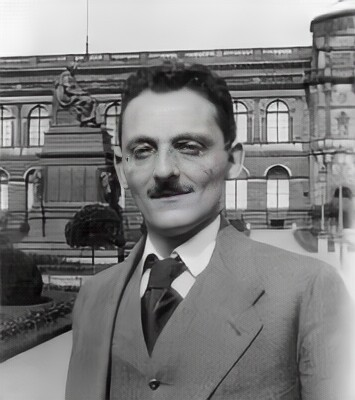
Max Brod, 1914 in Dresden

Max Brod (* 27. Mai 1884 in Prag, Böhmen; † 20. Dezember 1968 in Tel Aviv) war ein deutschsprachiger Schriftsteller, Theater- und Musikkritiker mit österreichischer, tschechoslowakischer und israelischer Staatsbürgerschaft. Sein einst erfolgreiches literarisches Werk ist heute weitgehend unbeachtet. Bedeutungsvoll sind seine Verdienste um den Erhalt der Werke des Schriftstellers Franz Kafka als deren Herausgeber, Bearbeiter und Interpret. Darüber hinaus war Brod Mentor des jungen Friedrich Torberg und Förderer der Komponisten Leoš Janáček und Jaromír Weinberger. Er gilt auch als Entdecker des Dichters Franz Werfel.

## Leben
Max Brod stammte aus einer alten, gut situierten deutsch-jüdischen Prager Familie. Sein Vater war Bankbeamter, von seiner Mutter ist nur bekannt, dass sie psychische Probleme mit den Kennzeichen einer Depression gehabt haben soll. Vater und Mutter waren begeisterte Opernfreunde und förderten seine Liebe zur Musik und zur Oper. Sein Vater schätzte u. a. Die Meistersinger von Nürnberg von Richard Wagner und sang zuhause Opernarien; die Mutter soll von Giuseppe Verdis La traviata beeindruckt gewesen sein. Max Brod, sein Bruder Otto Brod (* 6. Juli 1888 in Prag, † Oktober 1944 in Auschwitz) und seine Schwester Sophie (* 18. März 1892 in Prag, † 1963) wuchsen in kultiviert-jüdischer bürgerlicher Atmosphäre in Prag auf. Max Brod erhielt früh Klavierunterricht und war in seiner Kindheit und Jugend häufig krank.
Max Brod war Absolvent des Stephansgymnasiums in Prag. Er nahm anschließend an der deutschen Karl-Ferdinands-Universität ein Jurastudium auf und wurde dort 1907 zum Doktor der Rechtswissenschaften (Dr. jur.) promoviert. Er trat in die Studentenverbindung Akademische Landsmannschaft Hercynia zu Prag ein.
Während der Studienzeit begegnete Brod am 23. Oktober 1902 in der Lese- und Redehalle der deutschen Studenten in Prag Franz Kafka, als Brod dort einen Vortrag über Arthur Schopenhauer hielt. Eine lebenslange Freundschaft begann, über deren Beginn in einer Publikation Brods folgendes überliefert ist:
„Nach diesem Vortrag begleitete mich Kafka, der um ein Jahr Ältere, nach Hause. – Er pflegte an allen Sitzungen der ‚Sektion‘ teilzunehmen, doch hatten wir einander bis dahin kaum beachtet. Es wäre auch schwer gewesen, ihn zu bemerken, der so selten das Wort ergriff und dessen äußeres Wesen überhaupt eine tiefe Unauffälligkeit war, – sogar seine eleganten, meist dunkelblauen Anzüge waren unauffällig und zurückhaltend wie er. Damals aber scheint ihn etwas an mir angezogen zu haben, er war aufgeschlossener als sonst, allerdings fing das endlose Heim-Begleitgespräch mit starkem Widerspruch gegen meine allzu groben Formulierungen an.“
Brod und Kafka trafen sich fortan häufig, oft täglich, und blieben bis zu Kafkas Tod befreundet. Franz Kafka war öfter Gast im Elternhaus der Brods und lernte dort 1912 seine spätere Freundin und Verlobte Felice Bauer kennen, die eine Cousine von Brods Schwager Max Friedmann war. Zusammen mit Brods engem Freund Felix Weltsch und Kafka bildeten sie die so genannte „Prager Schule“.
Auch Albert Einstein lernte Brod an der Prager Universität kennen; er wurde Vorbild für die Figur des Johannes Kepler in seinem Roman Tycho Brahes Weg zu Gott (1915).
Nach der Promotion zum Doktor der Rechte 1907 wurde Brod zunächst Justiz-, Finanz-, Post- und Versicherungsbeamter, dann Theater- und Musikkritiker sowie Feuilletonredakteur beim Prager Tagblatt.
Mit 24 Jahren veröffentlichte Brod bereits sein viertes Buch, den Roman „Schloß Nornepygge“, der vor allem in Berliner Literaturkreisen enthusiastisch als Meisterwerk des Expressionismus gefeiert wurde. Durch dieses und weitere Werke wurde Brod zu einer bekannten Persönlichkeit der deutschsprachigen Literatur. Seine Werke veröffentlichte er seit 1912 im Kurt Wolff Verlag.
Am 2. Februar 1913 heiratete Max Brod die Übersetzerin Elsa Taussig (1883–1942); er blieb bis zu ihrem Tode mit ihr zusammen.

### Zwischenkriegszeit
Als sich nach dem Zerfall der Habsburgermonarchie 1918 die Tschechoslowakei konstituierte, wurde Brod kurzfristig Vizepräsident des Jüdischen Nationalrates. Nachdem Brod seine Tätigkeit als Beamter im Postdienst in Prag aufgegeben hatte, arbeitete er als Kunstkritiker und freier Autor. In den 1920er Jahren erreichten seine Bücher große Auflagen. So wurden von Tycho Brahes Weg zu Gott bis 1920 52.000 Exemplare gedruckt.
Die Nationalsozialistische Deutsche Arbeiterpartei (NSDAP) setzte ihn 1933, als sie die Macht in Deutschland übernommen hatte, auf ihre Liste der verbrannten Bücher 1933.  Max Brod stand fortan auf der Liste verbotener Autoren während der Zeit des Nationalsozialismus.
In dieser Zeit nahm Brod als Redakteur am Prager Tagblatt von exilierten deutschen Journalisten und Schriftstellern zahlreiche Artikel und Kurzgeschichten an, obwohl ihm klar war, dass er sie niemals alle veröffentlichen konnte. Die bar ausgezahlten Honorare, auch wenn es geringe Beträge waren, bedeuteten für viele Emigranten eine wichtige Überbrückungshilfe. Eine Zeit lang arbeitete auch die Autorin Maria Treben für ihn. Am Abend vor der deutschen Besetzung Prags am 15. März 1939 emigrierte das Ehepaar Brod zusammen mit Felix Weltsch im letzten freien Flüchtlingszug nach Palästina.

### Emigration

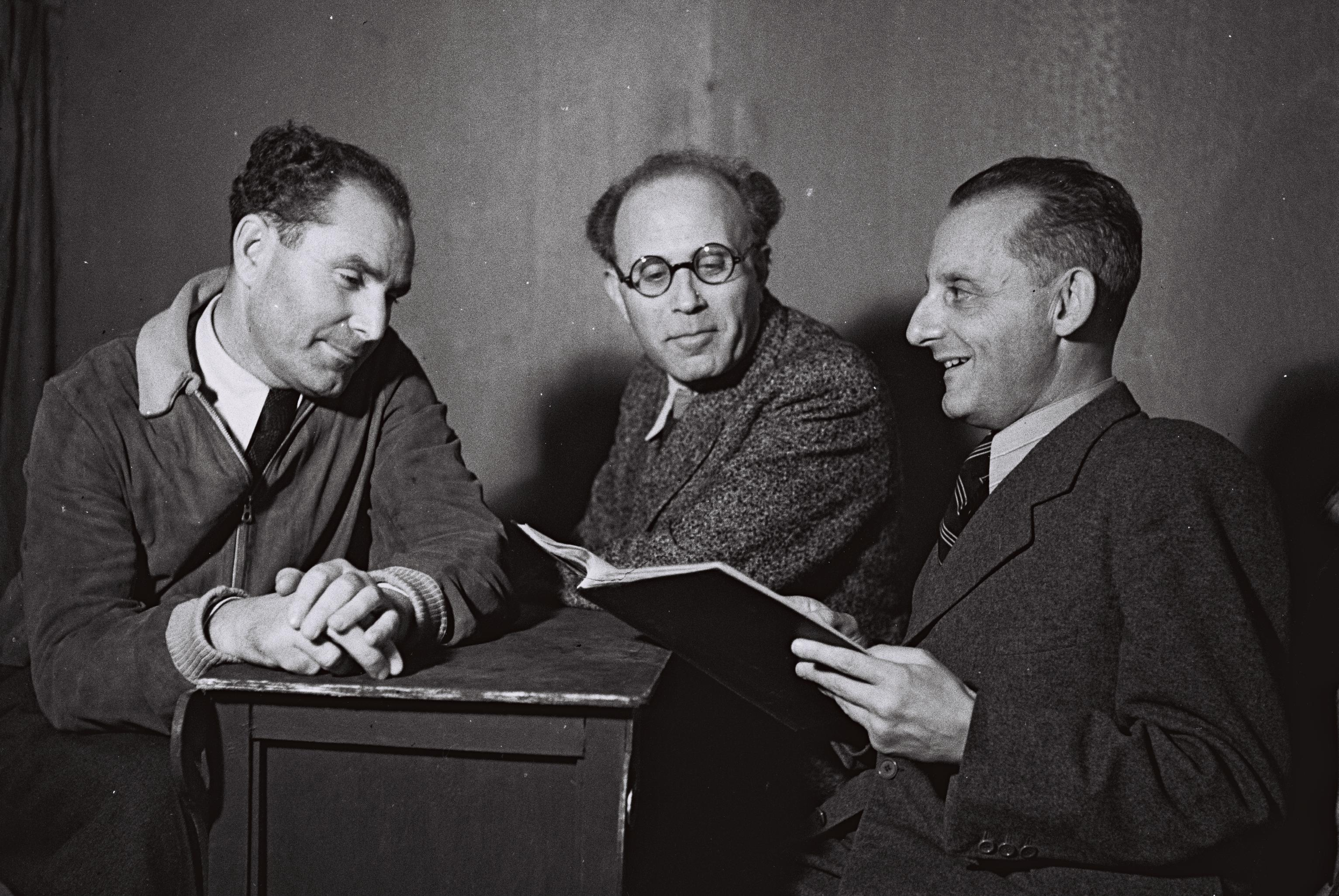
Max Brod (rechts) mit Regisseuren der Habimah, 1942

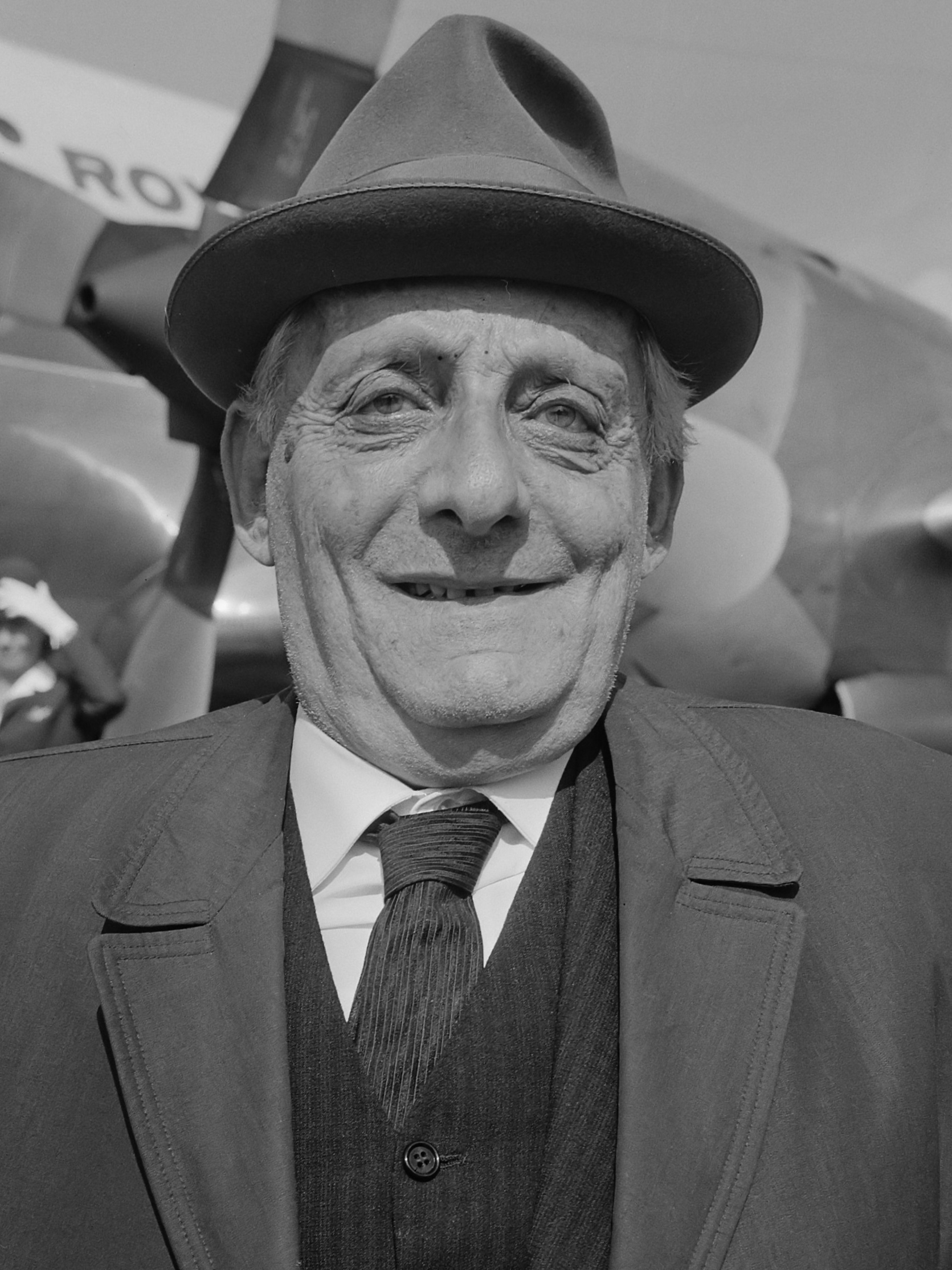
Brod im Jahr 1965

Max Brod wandte sich unter dem Einfluss Martin Bubers früh dem Zionismus zu. Dies war neben seiner jüdischen Religion und den einsetzenden Verfolgungen durch die Nationalsozialisten nach 1933 einer der Gründe, warum er 1939 nach Palästina floh, als die deutsche Wehrmacht im März 1939 die restlichen Gebiete der Tschechoslowakei besetzte und bis Mai 1945 das Protektorat Böhmen und Mähren bestand.
Sein Bruder, der Schriftsteller Otto Brod (1888–1944), wurde 1942 in das Konzentrationslager Theresienstadt und 1944 nach Auschwitz deportiert, wo er in der Gaskammer ermordet wurde. Als Max Brod nach dem Krieg vom Schicksal seines Bruders (und Freundes) erfuhr, gab ihm das den Anstoß, sich wieder mit theologischen Themen zu beschäftigen, vor allem mit den Fragen: „Ist die Seele unsterblich?“ und: „Wie lässt sich das Leiden der Welt mit dem Glauben an einen allmächtigen und allgütigen Gott vereinbaren?“.
Von 1938 bis 1947 hat Max Brod fast nichts publiziert. Das Geschehen im Zweiten Weltkrieg und der Tod seiner Frau 1942 hatten seine Kräfte gelähmt. Sehr wichtig war in dieser Zeit für ihn die enge Freundschaft zu Felix Weltsch in Jerusalem, die sich durch Hunderte Briefe ausdrückte. Dessen Freundschaft zu Brod hielt von der Piaristenschule bis zum Tode Weltschs 75 Jahre lang.
In Tel Aviv arbeitete und lebte Max Brod bis zu seinem Tod im Jahre 1968 als freier Autor, Journalist und Dramaturg am Nationaltheater Habimah.

## Wirkung

### Entdecker und Mentor
Brod förderte mit Erfolg Schriftsteller und Musiker. Zu den von ihm Protegierten gehörte unter anderem der Dichter Franz Werfel, den er bereits 1910 mit einer Gedichtvorlesung in Berlin der Öffentlichkeit bekannt machte, sich mit diesem aber später zeitweise überwarf, als Werfel begann sich vom Judentum loszulösen und sich dem Christentum zuwandte. Auch mit dem von der jüdischen Religion zum römisch-katholischen Glauben konvertierten Publizisten und Schriftsteller Karl Kraus hatte Brod darüber Auseinandersetzungen. Max Brod war in den Jahren vor dem Ersten Weltkrieg von einem indifferenten zu einem bewussten Anhänger des Judentums und aktiven Vertreter des Zionismus geworden. Er verstand Angehörige der Glaubensgemeinschaft der Juden in erster Linie als Angehörige einer „Rasse und Herkunft“ und lehnte daher Assimilierung und Mischehen mit Angehörigen anderer Religionen entschieden ab.
Der von Johannes Urzidil als ungemein vielseitiger Poeta doctus bezeichnete Max Brod, der auch als Übersetzer, Komponist und Publizist tätig war und mehrere umfangreiche philosophische Werke veröffentlichte, trug unter anderem dazu bei, dass Jaroslav Hašeks Weltkriegssatire Der brave Soldat Schwejk auf Berliner Bühnen gespielt und der tschechische Autor dadurch im Ausland populär wurde.
Max Brod nimmt auch einen ehrenvollen Platz in der Musikgeschichte ein. Er verfasste in Zusammenarbeit mit dem mährischen Komponisten Leoš Janáček deutschsprachige Libretti für dessen Opern und verhalf ihm damit zum Durchbruch auf den internationalen Opernbühnen. Aufführungen in tschechischer Sprache fanden damals außerhalb der Länder der Böhmischen Krone kein Publikum und selbst in Prag waren sie keineswegs selbstverständlich. Brod meisterte die schwierige Aufgabe, seinen Text in Einklang zu bringen mit einer Musik, die ganz auf der Sprachmelodie des Tschechischen basierte. Dies erforderte Zugeständnisse und Anpassung des Komponisten, so dass z. B. die deutschsprachige Jenůfa nicht notengetreu mit dem tschechischen Operntext übereinstimmt. Außer Jenufa übersetzte Brod die Libretti zu den Opern Katja Kabanova, Das schlaue Füchslein, Die Sache Makropulos und Aus einem Totenhaus. Außerdem trug Brod durch zahlreiche Veröffentlichungen und eine erste Biographie zum allmählich einsetzenden Ruhm Janáčeks bei. Er machte auch seinen Einfluss geltend, um Aufführungen der damals avantgardistischen Werke an europäischen Opernhäusern durchzusetzen.

### Kafkas Förderer und Nachlassverwalter
Vor allem aber wurde Max Brod zum entscheidenden Förderer und Mentor der Werke von Franz Kafka. Brod versuchte den an seiner Begabung zweifelnden Kafka in dessen literarischen Bestrebungen zu unterstützen und drängte ihn, seine Arbeiten zu veröffentlichen. Es ist wahrscheinlich Brod zu verdanken, dass Kafka anfing, ein Tagebuch zu führen. Zwar verabredeten sie auch gemeinsame literarische Projekte, doch diese verwirklichten sich aufgrund der unterschiedlichen Arbeitsweise der beiden Autoren nicht. Auch nach seiner Heirat mit Elsa Taussig im Jahr 1913 blieb Brod der engste Freund und Bewunderer Kafkas. Er stand diesem in seinen Lebenskrisen bei, wobei Brod andererseits auch bei eigenen Problemen öfter Rat und Hilfe bei Kafka suchte und fand. 1913 nahm Brod auch Franz Kafka in das von ihm herausgegebene Jahrbuch für Dichtkunst Arkadia auf. Dazu schrieb das „Berliner Tageblatt“ in seiner Ausgabe vom 29. April 1914: „Zwei Talente aus dem jüngeren Jahrgang sind Franz Kafka und Heinrich Eduard Jacob. Beide gegeneinander auszuspielen ist ein Unding. Größere Gegensätze in der Formulierung des Ethischen gibt es kaum. Aber jeder leistet auf seinem Gebiet Erstaunliches.“
Kafka starb 1924 im niederösterreichischen Sanatorium Kierling und hatte letztwillig verfügt, dass alle seine literarischen Aufzeichnungen zu vernichten seien, und Max Brod als Nachlassverwalter eingesetzt. Brod setzte sich über dessen letzten Willen hinweg, da er glaubte, die angeordnete Vernichtung von Franz Kafkas Manuskripten kulturell nicht verantworten zu können, und wollte diese weiter veröffentlichen. Dies führt bis heute zu Auseinandersetzungen um das berühmte und lukrative Erbe. Max Brod soll sich verpflichtet gefühlt haben, die literarische Welt auf Leben und Denken Kafkas aufmerksam zu machen, den er als den „größten Dichter unserer Zeit“, nämlich des 20. Jahrhunderts, rühmte.
Bereits 1925 begann Max Brod mit der Veröffentlichung der Romanfragmente Kafkas. In den 1930er Jahren folgten eine sechsbändige Werkausgabe und eine Biografie Kafkas. In zahlreichen Veröffentlichungen wehrte sich Brod gegen eine von ihm als einseitig angesehene Interpretation der Werke Kafkas, die zu der Kennzeichnung kafkaesk für bestimmte Sachverhalte geführt hat. Bei einem 1968 auf Deutsch geführten Fernsehinterview sprach Brod über seine Freundschaft zu Franz Kafka.
Brods Nachlass und damit auch einen Teil des Nachlasses von Franz Kafka verwaltete, zum Teil kritisiert und beargwöhnt, nach seinem Tod seine ehemalige Sekretärin und Lebensgefährtin Ilse Ester Hoffe. Es besteht Uneinigkeit darüber, ob sie und später deren Töchter als ihre Erbinnen das Recht hätten, diesen Nachlass dem Deutschen Literaturarchiv Marbach zu verkaufen, oder ob es sich dabei um „nationales Kulturgut“ handle, das in Israel verbleiben müsse. Die israelischen Gerichte gaben durch alle Instanzen der Nationalbibliothek recht, zuletzt im August 2016 am Obersten Gericht der Richter Eljakim Rubinstein.

### Musiker und Komponist

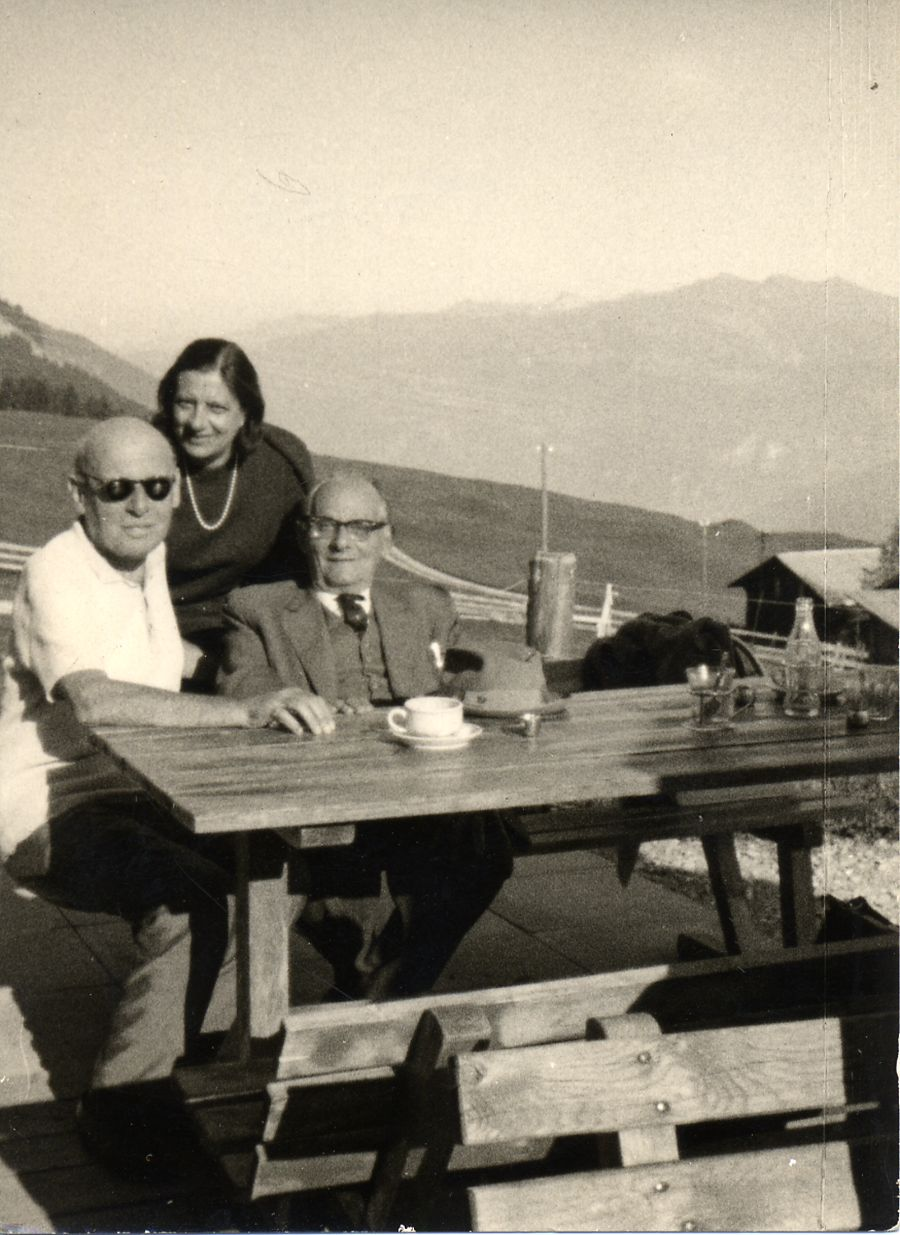
Max Brod (rechts) mit dem Komponisten Paul Ben-Haim und dessen Frau

Brod hatte neben Jura auch Musikwissenschaft, Komposition und Klavier studiert und war ein ausgezeichneter Pianist. Als Komponist war er bis in die 1950er Jahre aktiv, wobei er im Wesentlichen kammermusikalische Werke schuf, darunter allein 14 Liederzyklen. Sein Kompositionslehrer war ein Schüler von Antonín Dvořák, dessen Musik sein Schaffen deutlich prägte. Erst später – in den 1940er Jahren – zeigten sich in seinen Kompositionen Einflüsse der zeitgenössischen Musik, auch hinterließ die israelische Folklore ihre Spuren in seinem Werk.

## Anerkennung

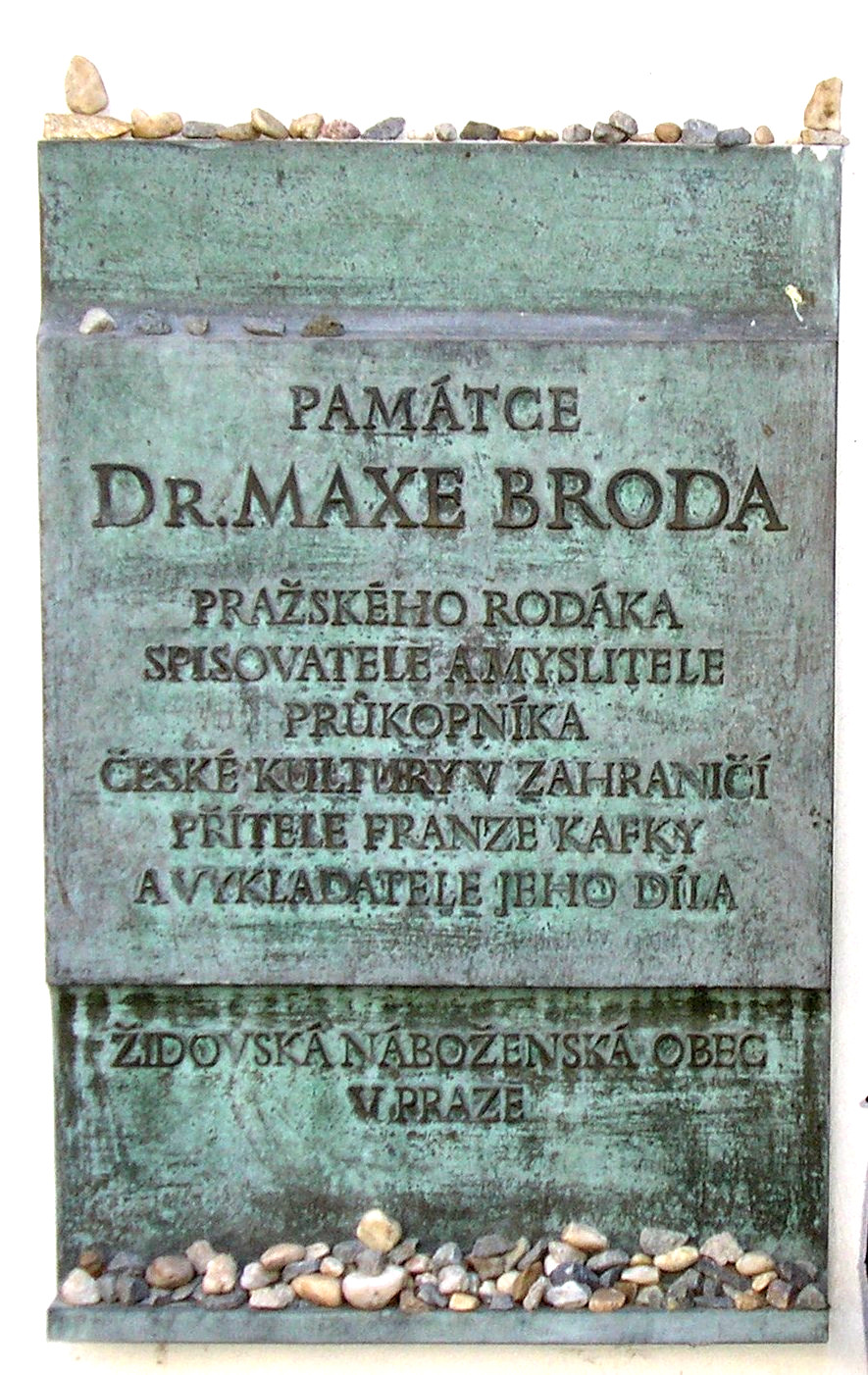
Gedenktafel für Max Brod in tschechischer Sprache an der Friedhofswand gegenüber dem Grab von Franz Kafka auf dem Neuen jüdischen Friedhof in Prag-Žižkov

1948 wurde Brod mit dem Bialik-Literaturpreis ausgezeichnet, im Jahr 1965 erhielt er die Ehrengabe der Heinrich-Heine-Gesellschaft e. V. in Düsseldorf. Im Jahr 1964 wurde er in die Freie Akademie der Künste in Hamburg aufgenommen und noch im gleichen Jahr mit deren Plakette ausgezeichnet. 1973 wurde in Wien-Hernals (17. Bezirk) die Max-Brod-Gasse nach ihm benannt.

## Werke

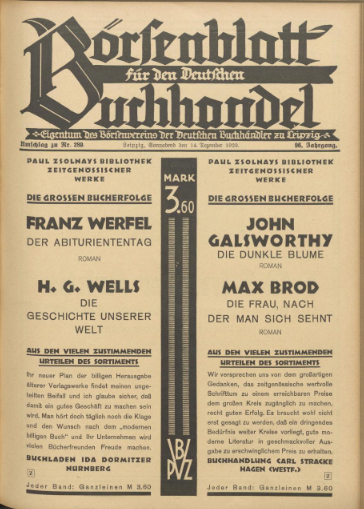
Verlagswerbung 1929

### Literarische Schriften
- Tod den Toten. (Novellen. A. Juncker Stuttgart, 1906), darin: Vom Verachten, Ein Schwerthieb, Tyrann und Asket, Unter Schriftstellern, Studie über das Mitleid, Warum sang der Vogel, Diffizilitätsmoral, Das Leben rächt sich, Giulietta und Indifferentismus
- Schloss Nornepygge. Der Roman des Indifferenten. Roman. Kurt Wolff, Leipzig 1918
- Ein tschechisches Dienstmädchen. (Roman. 1909)
- Die Erziehung zur Hetäre. (Novellen, 1909)
- Jüdinnen (Roman, 1911)[15]
- Weiberwirtschaft. (Novellen, 1913); darin: 1. „Weiberwirtschaft“ (1911), 2. „Der Bürger und die Frau“: „Das Ballettmädchen“ (1912), „August Nachreiters Attentat“ (1912), „Bürgerliche Liebe“ (1905), „Die Stadt der Mittellosen“ (1906), 3. „Aus einer Nähschule“ (1912)[16]
- Anschauung und Begriff. (zusammen mit Felix Weltsch) (1913)
- Die Höhe des Gefühls. (Gedichte, 1913)
- Arnold Beer – Das Schicksal eines Juden. (1906–1913)
- Ein Kampf um Wahrheit. (Romantrilogie):
- Über die Schönheit häßlicher Bilder. (1913)[17]
- Tycho Brahes Weg zu Gott. (1915)[18]
- Reubeni, Fürst der Juden. (1925)
- Galilei in Gefangenschaft. (1948)
- Die erste Stunde nach dem Tode. Eine Gespenstergeschichte. (1916)
- Das große Wagnis. Roman. Wolff, Leipzig 1918.[19] ( = Max Brod: Ausgewählte Romane und Novellen. Band .)
- Leben mit einer Göttin. (1923), Kurt Wolff Verlag
- Die Frau, nach der man sich sehnt. (Roman) (1927)
- Zauberreich der Liebe. (1928) Paul Zsolnay Verlag
- Die Frau, die nicht enttäuscht. (1934)
- Heinrich Heine. (Biographie) (1935) bei Allert de Lange/Amsterdam und E. P. Tal, Wien.[20]
- Novellen aus Böhmen. 1936; darin: Ein Junge vom Lande, Beschneite Spinnweben, Schluss mit Fräulein Slawa, Der Bräutigam, Der Tod ist ein vorübergehender Schwächezustand, Menschliche Gemeinschaft, Ein Abenteuer Napoleons
- Annerl. (1937).
- Unambo. (1949) (Roman aus dem jüdisch-arabischen Krieg)
- Der Meister. (1952) (Christus-Roman)
- Beinahe ein Vorzugsschüler oder Pièce touchée. (1952)
- Das Schloß. Drama nach Franz Kafka (1953)
- Armer Cicero. (1955)
- Rebellische Herzen. (1957)
- Prager Tagblatt. (1957) (Roman einer Redaktion)
- Mira. (1958) (Roman um Hofmannsthal)
- Jugend im Nebel. (1959)
- Streitbares Leben. (1960) (autobiographische Schrift)
- Die Rosenkoralle. Ein Prager Roman. (1961)
- Die verkaufte Braut. Der abenteuerliche Lebensroman des Textdichters Karel Sabina. Bechtle, München/Eßlingen 1962, (DNB 450634434).
- Johannes Reuchlin und sein Kampf. Eine historische Monographie. Kohlhammer, Stuttgart/Berlin u. a. 1965.

Neuauflage mit einem Nachwort von Karl Grözinger. Wallstein Verlag, Göttingen 2022, ISBN 978-3-8353-5129-5. (Auch als Onlineausgabe)
Ausgewählte Werke: Herausgegeben von Hans-Gerd Koch und Hans Dieter Zimmermann in Zusammenarbeit mit Barbora Šrámková und Norbert Miller:
- Arnold Beer. Das Schicksal eines Juden. Roman und andere Prosa aus den Jahren 1909–1913. Mit einem Vorwort von Peter Demetz. Wallstein, Göttingen 2013, ISBN 978-3-8353-1268-5.
- Jüdinnen und andere Prosa aus den Jahren 1906–1916. Mit einem Vorwort von Alena Wagnerová. Wallstein, Göttingen 2013, ISBN 978-3-8353-1193-0.
- Die Frau nach der man sich sehnt. Roman. Mit einem Vorwort von Franz Hessel. Wallstein, Göttingen 2013, ISBN 978-3-8353-1333-0.
- Tycho Brahes Weg zu Gott. Roman. Mit einem Vorwort von Stefan Zweig. Wallstein Verlag, Göttingen 2013, ISBN 978-3-8353-1334-7.
- Stefan Rott oder Das Jahr der Entscheidung. Roman. Mit einem Vorwort von Dževad Karahasan. Wallstein Verlag, Göttingen 2014, ISBN 978-3-8353-1337-8.
- Über die Schönheit häßlicher Bilder. Essays zu Kunst und Ästhetik. Mit einem Vorwort von Lothar Müller. Wallstein Verlag, Göttingen 2014, ISBN 978-3-8353-1342-2.
- Der Sommer den man zurückwünscht / Beinahe ein Vorzugsschüler. Romane. Mit einem Vorwort von Sigrid Brunk. Wallstein Verlag, Göttingen 2014, ISBN 978-3-8353-1338-5.
- Prager Tagblatt. Roman einer Redaktion. Mit einem Vorwort von Thomas Steinfeld. Wallstein Verlag, Göttingen 2014, ISBN 978-3-8353-1339-2.
- Heinrich Heine. Biographie. Mit einem Vorwort von Anne Weber. Wallstein Verlag, Göttingen 2015, ISBN 978-3-8353-1340-8.
- Der Prager Kreis. Mit einem Vorwort von Peter Demetz. Wallstein-Verlag, Göttingen 2016, ISBN 978-3-8353-1795-6.

sonstiges:
Weiberwirtschaft. Novellen. 1913; darin: August Nachreiters Attentat (auch als Einzeldruck 1921; wieder in: Neue deutsche Erzähler. Bd. 1 (Max Brod u. a.) Paul Franke, Berlin o. J. (1930)

### Abhandlungen
- Anschauung und Begriff. Grundzüge eines Systems der Begriffsbildung. (zusammen mit Felix Weltsch).  hrsg. v. Claus Zittel. , De Gruyter, Berlin 2017, (EA Kurt Wolff Verlag, Wien 1913)
- Über die Schönheit häßlicher Bilder. (1913)[21]
- Heidentum, Christentum, Judentum. (1921)[22]
- Sternenhimmel. Musik- und Theatererlebnisse. Kurt Wolff, Prag/München (1923)
- Leoš Janáček. Leben und Werk. Hudební Matice Umélecké Besedy, Prag 1924; revidierte und erweiterte Ausgabe: Universal Edition, Wien 1956
- Heinrich Heine. (1934) (Biographie)
- Rassentheorie und Judentum. Mit einem Anhang über den Nationalhumanismus von F. Weltsch. (1936)
- Franz Kafka. (1937, erweitert 1954)
- Diesseits und Jenseits. (2 Bände):
  - Von der Krisis der Seelen und vom Weltbild der neuen Naturwissenschaft. (1946)
  - Von der Unsterblichkeit der Seele, der Gerechtigkeit Gottes und einer neuen Politik. (1947)
- Israels Musik. (1951)
- Streitbares Leben. (Autobiographie) (1960)
- Gustav Mahler. Beispiel einer deutsch-jüdischen Symbiose. Ner-Tamid, Frankfurt a. M. 1961.
- Johannes Reuchlin und sein Kampf. Kohlhammer 1965.
  - Neuausgabe: Mit einem Nachwort von Karl Grözinger. Wallstein, Göttingen 2022, ISBN 978-3-8353-4813-4.
- Der Prager Kreis. (1966)

### Zu Franz Kafka
- Der Dichter Franz Kafka. (1921)
- Franz Kafkas Nachlass. (1924)
- Franz Kafka und Max Brod in ihren Doppelberufen. (1927)
- Franz Kafkas Grunderlebnis. (1931)
- Aus Franz Kafkas Kindertagen. (1937)
- Franz Kafkas Glaubensposition. (1937)
- Franz Kafka. Eine Biographie. (1. Auflage 1937). (Es folgten weitere Auflagen mit erweitertem Umfang; Neuausgabe: Über Franz Kafka, Fischer, Frankfurt am Main 1974ff, ISBN 3-596-21496-3)
- Das Jüdische in Franz Kafka. (1947)
- Franz Kafkas Glauben und Lehre. (1948). Wiederveröffentlichung, erweitert um Vor- und Nachworte von Felix Weltsch und H. D. Zimmermann: onomato Verlag, Düsseldorf 2011, ISBN 978-3-939511-92-2.
- Franz Kafka als wegweisende Gestalt. (1951). Wiederveröffentlichung: onomato, Düsseldorf 2011, ISBN 978-3-942864-02-2.
- Ermordung einer Puppe namens Franz Kafka. (1952)
- Verzweiflung und Erlösung im Werke Franz Kafkas. (1959)

### Deutschsprachige Libretti
zu Leoš Janáčeks Opern
- Jenůfa. Universal Edition, Wien 1918 [recte 1917].
- Katja Kabanowa. 1922.
- Das schlaue Füchslein. 1925.
- Die Sache Makropulos. 1926.
- Aus einem Totenhaus. 1930.

zu Hans Krása
- Verlobung im Traum. Oper in 2 Akten, 1928–1930. Text nach Fjodor Michailowitsch Dostojewskis Novelle Onkelchens Traum von Rudolf Fuchs und Rudolf Thomas. Text zum Couplet-Traum in der Billard-Partie von Brod.

zu Manfred Gurlitt
- Nana. Oper in 4 Akten (7 Bildern). Text nach dem gleichnamigen Roman von Émile Zola.

### Übersetzungen
- C. Valerius Catullus: Gedichte. Vollständige Ausgabe. Deutsch von Max Brod mit teilweiser Benützung der Übertragung von K. W. Ramler. Georg Müller, München/Leipzig 1914.

### Musikkritiken im Prager Tagblatt
- Janáček und andere. Essais 1924–1938. Herausgegeben von Robert Schmitt Scheubel. consassis.de, Berlin 2013, ISBN 978-3-937416-31-1.

## Nachlass und -wirkung
2019 wurden Teile seines Nachlasses erstmals in Jerusalem ausgestellt.
In Israel sind mehrere Straßen nach Brod benannt.